# Абасірі (озеро)

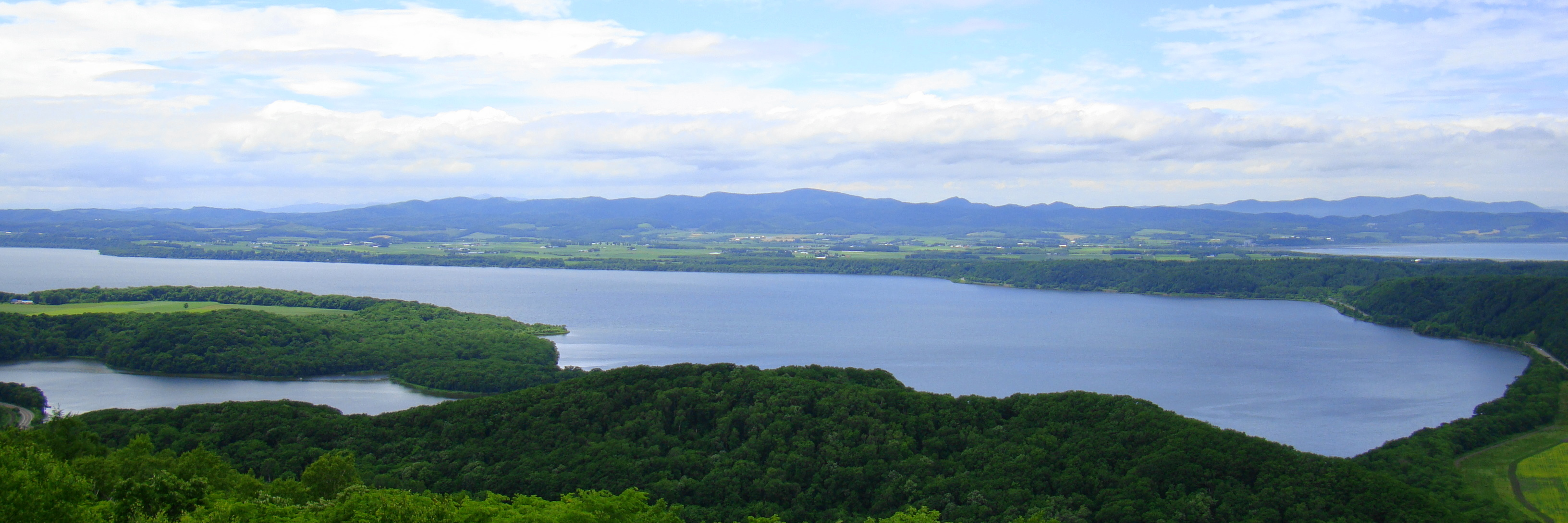
Вид з гори Тенто на озеро. Ліворуч — півострів Йобіто, а праворуч — озеро Ноторо.

Озеро Абасірі — це озеро, яке розташовано на острові Хоккайдо, Японія, на його північному сході, на узбережжі Охотського моря. Входить до квазінаціонального парку Абасірі.

## Географія
Озеро Абасірі озташовано на північному сході острова Хоккайдо.
За генезисом озерної улоговини Абасірі є залишковим озером. Вважається, що під час періоду трансгресії близько 6000 років тому озеро було частиною Охотського моря, приблизно 1200 років тому сформувалось ділянка суходолу, що відокремила озеро. За характером водообміну озеро Абасірі є проточним, річка Абасірі впадає з півдня в озеро і витікає з північного сходу, втікає в Охотське море. В озеро з південного сходу також впадає права притока річки Абасірі — річка Меманбецу.
Озеро має площу поверхні 32,5 км2, довжину берегової лінії дорівнює 42 км, максимальна глибина — 16,1 м, середня глибина — 7,2 м. З середини грудня до середини квітня озеро повністю покривається льодом товщиною приблизно 1 м.
Висота поверхні озера над рівнем моря становить 0,4 м, й коли високий приплив, то морська вода через річку тече в озеро, тому вода в ньому має високу концентрацією солі на дні, що утворює безкисневий шар; а коли поверхня озера піднімається в наслідок дощового періоду, або танення снігу, приплив морської води пригнічується, що призводить до зниження солоності та глибшої верхньої межі безкисневого шару.
Поверхня озера Абасірі та його берега занесено до квазінаціонального парку Абасірі. На берегах озера домінують вільха японська та лізіхітон камчатський. Зустрічається сіра чапля.
На південних берегах озера розташовано місто Озора, на північно-східних — місто Абасірі .

## Використання
На озері є траса довжиною 1000 метрів, сертифікована Японською асоціацією веслування, на якій влітку спортсмени з усієї Японії збираються для змагань і тренувань.
Взимку озеро повністю замерзає, в цей час популярна зимова рибалка на Hypomesus nipponensis. Аквакультурою розводять прісноводних молюсків Corbiculidae, Hypomesus nipponensis, коропа, а також лосося та форелі.
Озеро використовується як рекреаційна зона, на східному березі з пагорба Тенто (207 м) видно озеро Абасірі, Охотське море і озеро Ноторо . В затоці Меманбецу влітку проводиться збір молюсків, «Фестиваль феєрверків», «Змагання човнів-драконів». З квітня по травень на берегах озера можна спостерігати цвітіння Лізіхітону камчатського в національній природній пам'ятці «Спільнота гігрофітів Меманбецу».
В місті Онсен у берега озера Абасірі працюють гарячі джерела, з температурою води 57℃.
|                                                      |
| Лізіхітон камчатський біля озера (квітень 2003 року) |

|                        |
| Вид на озеро з космосу |

|                             |
| Озеро Абасірі в сувору зиму |